# Sophora masafuerana
Sophora masafuerana là một loài thực vật có hoa thuộc họ họ Đậu, Fabaceae, là loài đặc hữu của quần đảo Juan Fernández của Chile. Chúng hiện đang bị đe dọa vì mất môi trường sống.